# Bierkugel

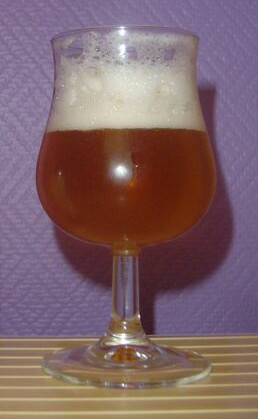
Bierkugel

Eine Bierkugel ist ein gläsernes Trinkgefäß für Bier. Die Form entspricht im unteren Bereich einer Kugel und setzt sich nach oben tulpenförmig fort. Die Bierkugel ist mit einem Stiel und einem Fuß versehen. Der Inhalt, markiert mit einem Eichstrich, beträgt im Normalfall 0,33 l. Es gibt auch größere Bierkugeln. Manche Bierkugeln haben einen goldenen Rand, andere tragen das Marken-Emblem einer Brauerei.
Bierkugeln waren früher vor allem im Raum Dortmund verbreitet und wurden von den Brauereien Dortmunder Union und Dortmunder Actien Bräu für Export verwendet.
Wer in der Gaststätte „eine Kugel“ bestellt, drückt damit aus, dass er gerne 0,33 l Bier in einer Bierkugel und keinem anderen Gefäß haben möchte.
Die Bierkugel als typisches Bierglas des Ruhrgebiets fungiert auch als Markenzeichen der WDR-Kabarettsendung Stratmanns.